# 判别式

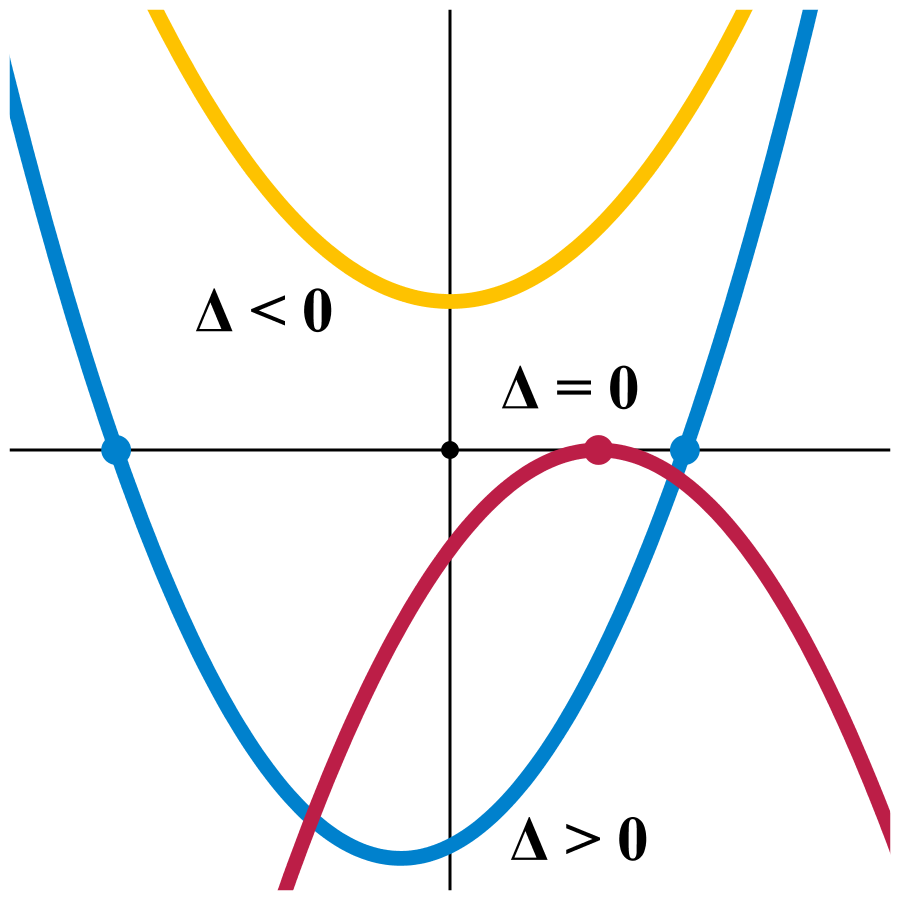
一元二次多项式的判别式 与其函数图像之间的关系

判別式是代数学中的概念，它可以推斷出一个实系数或复系数多项式的根的屬性。
当多项式的系数不是实数或复数域时，同样有判别式的概念。判别式总是系数域中的元素。这时，判别式为零当且仅当多项式在它的分裂域中有重根。判别式的通常形式为：
{\displaystyle a_{n}^{2n-2}\prod _{i<j}{(r_{i}-r_{j})^{2}}}
其中的{\displaystyle a_{n}}是多项式的最高次项系数，{\displaystyle r_{1},...,r_{n}}是多项式在某个分裂域中的根（如有重根的按重数重复排列）。
判别式的概念也被推广到了多项式以外的其它代数结构，比如说圆锥曲线、二次型和代数数域中。在代数数论中，判别式与所谓的“分歧”的概念紧密相关。实际上，愈为几何的分歧类型对应着愈为抽象的判别式类型，因此在许多方面判别式都是一个中心概念。判别式在本质上表现为相应行列式的计算。

## 定义

### 二次方程的判别式
最简单的判别式情形出现在二次多项式方程的求解中。假设有二次多项式方程{\displaystyle ax^{2}+bx+c\,}，其中系数{\displaystyle a,b,c}为实数，则它的判别式定义为：
{\displaystyle \Delta =b^{2}-4ac\,}
判别式也是一个实数。如果设方程的两个根为{\displaystyle r_{1}}和{\displaystyle r_{2}}，那么根据二次方程的求根公式，两个根可以表示为：
{\displaystyle r_{1}={\frac {-b+{\sqrt {\Delta }}}{2a}},\quad \;\;r_{2}={\frac {-b-{\sqrt {\Delta }}}{2a}}.}
方程的根与判别式的关系为：
{\displaystyle \Delta =a^{2}(r_{1}-r_{2})^{2}.}
两个根都是实数，当且仅当判别式大于等于零。当且仅当两根相等时，判别式等于零。如果判别式小于零，则两根是共轭的复数。

### 三次方程的判别式
- 三次多项式{\displaystyle ax^{3}+bx^{2}+cx+d\,}的判别式是

{\displaystyle \Delta =b^{2}c^{2}-4ac^{3}-4b^{3}d-27a^{2}d^{2}+18abcd\,}
- 二次項系數為零的首一三次多項式{\displaystyle x^{3}+px+q\,}的判别式是：

{\displaystyle \Delta =-4p^{3}-27q^{2}\,}

### 四次方程的判别式
- 四次多項式{\displaystyle ax^{4}+bx^{3}+cx^{2}+dx+e\,}的判别式是：

{\displaystyle {\begin{aligned}\Delta =&b^{2}c^{2}d^{2}-4b^{3}d^{3}-4ac^{3}d^{2}+18abcd^{3}\\&-27a^{2}d^{4}+256a^{3}e^{3}-4b^{2}c^{3}e+18b^{3}cde\\&+16ac^{4}e-80abc^{2}de-6ab^{2}d^{2}e+144a^{2}cd^{2}e\\&-27b^{4}e^{2}+144ab^{2}ce^{2}-128a^{2}c^{2}e^{2}-192a^{2}bde^{2}\,\end{aligned}}}

## 二次判别式
二次多项式{\displaystyle P(x)=ax^{2}+bx+c\,}的判别式是{\displaystyle D=b^{2}-4ac\,}。在一元二次方程的求解中，判别式用来判断方程根的情况，并出现在根的表达式中。 
- 如果{\displaystyle D>0\,}，那么{\displaystyle P(x)\,}有两个相异实根{\displaystyle x_{1,2}={\frac {-b\pm {\sqrt {b^{2}-4ac}}}{2a}}}，即{\displaystyle P(x)\,}的图像穿过{\displaystyle x\,}轴两次。
- 如果{\displaystyle D=0\,}，那么{\displaystyle P(x)\,}有两个相等实根{\displaystyle x_{1}=x_{2}=-{\frac {b}{2a}}\,}，{\displaystyle P(x)\,}的图像与{\displaystyle x\,}轴相切。
- 如果{\displaystyle D<0\,}，那么{\displaystyle P(x)\,}没有实根，即{\displaystyle P(x)\,}的图像与{\displaystyle x\,}轴没有交点。

## 一般多项式的判别式
对于一般的一个多项式
{\displaystyle p(x)=a_{n}x^{n}+a_{n-1}x^{n-1}+a_{n-2}x^{n-2}+\ldots +a_{1}x+a_{0}}，
其判别式等于（差一个系数）以下的{\displaystyle (2n-1)\times (2n-1)\,}的矩阵的行列式（见西尔维斯特矩阵）：
{\displaystyle \left[{\begin{matrix}&a_{n}&a_{n-1}&a_{n-2}&\ldots &a_{1}&a_{0}&0\ldots &\ldots &0\\&0&a_{n}&a_{n-1}&a_{n-2}&\ldots &a_{1}&a_{0}&0\ldots &0\\&\vdots \ &&&&&&&&\vdots \\&0&\ldots \ &0&a_{n}&a_{n-1}&a_{n-2}&\ldots &a_{1}&a_{0}\\&na_{n}&(n-1)a_{n-1}&(n-2)a_{n-2}&\ldots \ &a_{1}&0&\ldots &\ldots &0\\&0&na_{n}&(n-1)a_{n-1}&(n-2)a_{n-2}&\ldots \ &a_{1}&0&\ldots &0\\&\vdots \ &&&&&&&&\vdots \\&0&0&\ldots &0&na_{n}&(n-1)a_{n-1}&(n-2)a_{n-2}&\ldots \ &a_{1}\\\end{matrix}}\right].}
这个矩阵的行列式称为{\displaystyle p(x)\,}和{\displaystyle p'(x)\,}的结式，记为{\displaystyle R(p,p')\,}。{\displaystyle p(x)\,}的判别式{\displaystyle D(p)\,}由以下公式给出：
{\displaystyle D(p)=(-1)^{{\frac {1}{2}}n(n-1)}{\frac {1}{a_{n}}}R(p,p')\,}.
例如，在{\displaystyle n=4\,}的情况下，以上的行列式是： 
{\displaystyle {\begin{vmatrix}&a_{4}&a_{3}&a_{2}&a_{1}&a_{0}&0&0\\&0&a_{4}&a_{3}&a_{2}&a_{1}&a_{0}&0\\&0&0&a_{4}&a_{3}&a_{2}&a_{1}&a_{0}\\&4a_{4}&3a_{3}&2a_{2}&1a_{1}&0&0&0\\&0&4a_{4}&3a_{3}&2a_{2}&1a_{1}&0&0\\&0&0&4a_{4}&3a_{3}&2a_{2}&1a_{1}&0\\&0&0&0&4a_{4}&3a_{3}&2a_{2}&1a_{1}\\\end{vmatrix}}}
这个四次多项式的判别式就是这个行列式除以{\displaystyle a_{4}\,}。
作为等价条件，多项式的判别式等于：
{\displaystyle a_{n}^{2n-2}\prod _{i<j}{(r_{i}-r_{j})^{2}}}
其中{\displaystyle r_{1},\cdots ,r_{n}\,}是多项式{\displaystyle p(x)\,}的複根（重根按重数计算）：
{\displaystyle {\begin{matrix}p(x)&=&a_{n}x^{n}+a_{n-1}x^{n-1}+\ldots +a_{1}x+a_{0}\\&=&a_{n}(x-r_{1})(x-r_{2})\ldots (x-r_{n})\end{matrix}}}
在这个表达式中可以清楚地看到{\displaystyle p\,}有重根当且仅当判别式为零。
多项式的判别式可以在任意的域中定义，定义方式一样。带有根{\displaystyle r_{i}\,}的表达式仍然有效，只是根要在系数域的某个分裂域中取。

## 圆锥曲线的判别式
对于以下多项式所定义的圆锥曲线：
{\displaystyle ax^{2}+bxy+cy^{2}+dx+ey+f=0}
它的判别式为：
{\displaystyle b^{2}-4ac}
它决定了圆锥曲线的形状。如果判别式小于0，则是椭圆或圆。如果判别式等于0，则是一条抛物线。如果大于0，则是双曲线。这个公式不适用于退化的情形（当这个多项式可以因式分解时）。

## 二次型的判别式
判别式的概念可以推广到任意特征不为2的域{\displaystyle K}上的二次型{\displaystyle Q}上。一个化简后的二次型可以表示为一系列的平方和： 
{\displaystyle Q=\sum _{i=1}^{k}a_{i}L_{i}^{2}}
其中{\displaystyle L_{i}}是{\displaystyle n}个变量的线性组合。这时可以定义{\displaystyle Q}的判别式为所有{\displaystyle a_{i}}的乘积。另外一个定义是{\displaystyle Q}所对应的矩阵的行列式。